# Státní liga 1946/1947
Tento článek pojednává o jednom ze soutěžních ročníků Československé fotbalové ligy. Sezona 1946/47 se odehrála pod názvem Státní liga 1946/47. Jednalo se o celkově 22. ročník nejvyšší fotbalové ligové soutěže (včetně 6 ročníků odehraných za období Protektorátu). Titul získala SK Slavia Praha. Byl to její v pořadí již 14. mistrovský titul, což bylo nejlepší "skóre". Nikdo však netušil, že je to titul poslední na celých 49 let. Ten další získala Slavia totiž až v sezoně 1995/96.

## Formát soutěže
Předchozí ročník byl v historii ligy tak trochu ojedinělý a experimentální. Nastala tudíž změna v hracím systému, který se vrátil zpět k osvědčenému „tabulkovému“ formátu. Obětí však byl sestup hned 8 týmů z minulého ročníku. Naopak aby měla soutěž 14 členů, mohli dva týmy z nižší soutěže postoupit.

## Konečná tabulka soutěže
| Poř. | Tým                    | Z  | V  | R | P  | VG  | OG  | TP  | B  |
| ---- | ---------------------- | -- | -- | - | -- | --- | --- | --- | -- |
|      | SK Slavia Praha        | 26 | 19 | 2 | 5  | 110 | 54  | +56 | 40 |
| 2.   | AC Sparta Praha        | 26 | 18 | 3 | 5  | 101 | 35  | +66 | 39 |
| 3.   | SK Kladno              | 26 | 15 | 2 | 9  | 68  | 56  | +12 | 32 |
| 4.   | ŠK Žilina              | 26 | 13 | 5 | 8  | 62  | 50  | +12 | 31 |
| 5.   | AFK Bohemians Vršovice | 26 | 13 | 3 | 10 | 77  | 61  | +16 | 29 |
| 6.   | ŠK Bratislava          | 26 | 13 | 2 | 11 | 78  | 48  | +30 | 28 |
| 7.   | SK Ostrava             | 26 | 12 | 3 | 11 | 62  | 57  | +5  | 27 |
| 8.   | ŠK Jednota Košice      | 26 | 12 | 3 | 11 | 63  | 60  | +3  | 27 |
| 9.   | SK Viktoria Plzeň      | 26 | 11 | 5 | 10 | 67  | 83  | -16 | 27 |
| 10.  | SK Baťa Zlín           | 26 | 9  | 4 | 13 | 63  | 66  | -3  | 22 |
| 11.  | SK Židenice            | 26 | 10 | 2 | 14 | 64  | 78  | -14 | 22 |
| 12.  | SK Olomouc ASO         | 26 | 10 | 2 | 14 | 44  | 57  | -13 | 22 |
| 13.  | SK Viktoria Žižkov     | 26 | 5  | 2 | 19 | 45  | 108 | -63 | 12 |
| 14.  | SK Libeň               | 26 | 3  | 0 | 23 | 25  | 116 | -91 | 6  |

* SK Kladno, SK Baťa Zlín a SK Židenice byly za machinace s výsledky pro další ročník seslány do divizí.

## Rekapitulace soutěže
| Československá Fotbalová liga 1946/47      |                                                        |
|                                            |                                                        |
| Ocenění                                    |                                                        |
| Vítěz                                      | SK Slavia Praha (14. titul)                            |
| Vítěz domácího poháru                      |                                                        |
| nekonalo se                                |                                                        |
| Pohyb v soutěži                            |                                                        |
| Sestupující do divize                      | SK Židenice SK Olomouc ASO SK Viktoria Žižkov SK Libeň |
| Vyloučení z I. ligy                        | SK Kladno SK Baťa Zlín                                 |
| Postupující do I. ligy                     | SK Čechie Karlín SK České Budějovice TŠS Trnava        |
| Nejlepší střelec                           |                                                        |
| Josef Bican - ( SK Slavia Praha) - 43 gólů |                                                        |

## Soupisky mužstev

### SK Slavia Praha
Vítězslav Deršák (3/0/-),
Emil Kabíček (-/0/-),
Bedřich Němec (-/0/-) –
Josef Bican (23/41),
Antonín Bradáč (22/11),
Vasil Buchta (-/0),
Jiří Černý (-/1),
František Hampejs (-/0),
Jiří Hanke (-/0),
Ota Hemele (-/16),
Jindřich Holman (-/16),
František Ipser (-/1),
Stanislav Kocourek (-/0),
Vlastimil Kopecký (-/6),
Vlastimil Luka (-/...),
Josef Pajkrt (-/10),
Bohumil Říha (-/0),
Milan Sandhaus (-/...),
Karel Trojan (-/0),
František Vlk (-/4),
Čestmír Vycpálek (-/1),
Jiří Žďárský (-/0) –
trenér Josef Pojar

### AC Sparta Praha
Karel Horák (26/0/6) –
Bohuslav Bílý (-/...),
Lubomír Bláha (-/0),
Jaroslav Cejp (23/25),
František Hájek (-/13),
Josef Hronek (-/3),
Václav Kokštejn (-/13),
Karel Kolský (-/1),
Ladislav Koubek (-/0),
Josef Ludl (-/6),
Jan Říha (-/8),
Karel Senecký (-/0),
Jaroslav Vejvoda (-/16),
Jiří Zástěra (-/0),
Jiří Zmatlík (-/18) –
trenér Ferenc Szedlacsek

### SK Kladno
Jan Biskup (26/0/2) –
Stefan Božkov (-/2),
Vladimír Carvan (-/0),
Borislav Futekov (-/...),
Eduard Möstl (-/4),
Václav Mrázek (-/10),
Miloš Mrvík (-/...),
Václav Peták (-/12),
František Rašplička (-/...),
Vojtěch Rašplička (-/2),
Antonín Rýgr (-/15),
Jan Seidl (-/10),
Karel Sklenička (-/0),
Václav Sršeň (-/11),
Josef Sýkora (20/0),
Václav Svatoň (-/0),
Josef Šváb (-/...),
František Zika (-/0) –
trenér Vilém König

### ŠK Žilina
Milan Pochaba (-/0/-),
Karol Šanca (-/0/-) –
Jozef Bielek (-/15),
Jozef Čelko (-/0),
... Haner (-/0),
... Kaschl (-/0),
Anton Krásnohorský (-/0),
László Németh (-/3),
Emil Pažický (-/15),
Ferenc Rakovský-Rákóczi (-/1),
Milan Riedl (-/0),
Ľudovít Skach (-/0),
Emil Stalmašek (-/1),
Radoslav Stárek (-/1),
Ľudovít Szabó (-/1),
Ondrej Šedo (-/0),
Ľudovít Šterbák (-/0),
Boris Timkanič (-/0),
Josef Ullrich (-/5),
Vojtech Zachar (-/18),
... Zeman (-/1),
János Zörgő (-/1) –
trenéři Emil Riff a Antal Mally

### AFK Bohemians Praha
Vladimír Leština (26/0/2) –
Vinko Golob (13/16),
František Havlíček (11/0),
Bohumil Chmelař (2/0),
Václav Jíra (26/1),
Jan Kalous (24/1),
Jaroslav Liška (20/7),
Jan Melka (4/3),
Ladislav Müller (13/5),
Jaroslav Panec (7/0),
Jiří Pešek (26/11),
Ferdinand Plánický (15/15),
Jiří Provalil (9/2),
Milan Röder (17/1),
Jiří Rubáš (15/7),
Oldřich Urban (22/0),
Josef Vedral (22/4),
Jiří Žďárský (11/4) –
trenér Antonín Lanhaus

### ŠK Bratislava
Jozef Antoš (-/0/-),
Theodor Reimann (20/0/-) –
Ján Arpáš (-/17),
Emil Arpáš (-/0),
Jozef Baláži (-/0),
František Hinduliak (-/0),
Rudolf Horský (-/4),
Ivan Chodák (-/0),
Rudolf Illovszky (-/0),
Jozef Karel (-/0),
Július Korostelev (-/7),
Ladislav Kubala (-/13),
Jozef Luknár (-/1),
... Nemečkay (-/...),
Ferenc Procenko (-/...),
Jozef Ružovič (-/0),
Július Schubert (-/9),
Gejza Šimanský (-/11),
Peter Švantner (-/0),
Viktor Tegelhoff (-/12),
Vladimír Venglár (-/0),
Michal Vičan (-/2),
Eugen Wellisch (-/1),
Gustáv Žáček (-/0) –
trenéři Ferdinand Daučík a Tom Sneddon

### SK Ostrava
Emil Krischke (4/0/0),
Svatopluk Schäfer (-/0/-) –
Jan Blačinský (-/1),
Vladimír Bouzek (-/15),
Ľudovít Dubovský (-/8),
Oldřich Foldyna (-/0),
Jan Hramec (-/0),
Ladislav Indráček (-/0),
Jiří Křístek (-/0),
Jiří Křižák (-/10),
Bohumír Marynčák (-/0),
Viliam Meissner (-/2),
Alois Pszczolka (-/13),
Karel Radimec (-/3),
Ladislav Reček (-/5),
Zdeněk Šajer (-/0),
Jaroslav Šimonek (-/5) –
trenér Josef Kuchynka

### ŠK Jednota Košice
Tamás Andó (-/0/-),
János Klimcsók (-/0/-),
František Matys (-/0/-),
Ladislav Tarhaj (-/0/-) –
István Csiszár (-/11),
Miloslav Danko (-/7),
Ladislav Hájik (-/0),
Jozef Hučka (-/0),
Pavol Kaincz (-/0),
Jozef Kertész (25/2),
Miloš Klimek (-/11),
András Kliment (-/0),
Jozef Kuchár (-/7),
György Marik (-/0),
Ondrej Nepko (-/1),
Andrej Pásztor (-/0),
Ladislav Putyera (-/1),
Ľudovít Schimara (-/0),
János Stibinger-Štrba (-/4),
Jozef Takáč (-/0),
István Turek (-/20),
Eugen Vinnyei-Prošovský (14/0),
Rudolf Zibrínyi (-/0) –
trenéři Antonín Fivébr (1.–13. kolo) a Emil Riff (14.–26. kolo)

### SK Viktoria Plzeň
Jan Benedikt (-/0/-),
Miroslav Burián (-/0/-),
Emil Folta (-/0/-) –
František Berka (-/1),
Jaroslav Bešťák (-/0),
Vladimír Bína (-/0),
František Formánek (-/1),
Ladislav Kareš (-/19),
Vladimír Perk (-/13),
Otakar Prokeš (-/1),
Rudolf Sloup (-/8),
Zdeněk Sloup (-/0),
Václav Svoboda (-/2),
Ladislav Šamberger (-/9),
Miloslav Štekl (-/7),
Josef Tajčner (-/1),
Josef Vokurka (-/0),
Václav Volek (-/5) –
trenér Jan Kuželík

### SK Baťa Zlín
František Jordák (26/0/3) –
Rudolf Bartonec (-/2),
Matěj Bekeský (-/0),
Josef Hlobil (-/1),
Josef Hořínek (-/0),
Vladimír Hönig (-/26),
Josef Janík (-/6),
Jiří Konečný (-/3),
Jaroslav Kvasnica (-/1),
Karel Michlovský (-/13),
Miloslav Novák (-/0),
Josef Pařízek (1/0),
Josef Pastrňák (-/0),
Josef Prokop (-/0),
Slavomír Řepka (-/0),
František Skřivánek (1/0),
Jaromír Stelzer (1/0),
Otakar Sýkora (2/0),
Oldřich Šindelář (-/0),
Antonín Tichý (-/9),
Karel Zeissberger (-/0) –
trenér ...

### SK Židenice
Josef Janák (4/0/0),
Karel Kopecký (11/0/2),
Petar Losev (9/0/2),
Karel Sochor (2/0/0) –
František Buchta (16/0),
Jaroslav Červený II (3/2),
Josef Galáb (13/0),
František Havránek (2/0),
Ota Hemele (6/2),
Rudolf Krejčíř (11/6),
Božin Laskov (4/4),
Vladimír Licek (9/6),
František Matúšek (9/2),
Karel Plšek (18/0),
Oldřich Rulc (24/7),
Alfréd Sezemský (13/0),
Bohuslav Sláma (19/0),
Zdeněk Sobotka (24/18),
Jan Šimek (10/9),
František Štěpán (16/1),
Karel Trnka (7/2),
Eduard Vaněk (25/1),
Miroslav Vaněk (6/0),
František Veselý (7/0),
Vladimír Vrzal (5/0),
František Zapletal (13/1) –
trenéři Josef Eremiáš, František Holas, Jan Smolka, Matthias Kaburek

### SK Olomouc ASO
Vladimír Doležal (26/0/5) –
František Bezděk (-/12),
Vladimír Čabaňa (-/0),
František Dycka (-/0),
... Dvořák (-/4),
Ludvík Hendrych (-/0),
Vladimír Holiš (-/0),
... Chytilík (-/1),
Karel Kocík (-/7),
Josef Krupka (-/0),
Josef Lang (-/0),
Jozef Luknár (-/0),
Otakar Nožíř (-/0),
Alois Schenk (-/0),
Jaromír Slaný (-/3),
Vladimír Sonntag (-/0),
Ladislav Šimůnek (-/0),
Jiří Tauber (-/7),
Leopold Trenčanský (-/10),
Jan Vojtíšek (-/0) –
trenér ...

### SK Viktoria Žižkov
... Hanzl (4/0/-),
Miroslav Mader (-/0/-) –
Zoltán Ádám (1/0),
Vladimír Breburda (-/7),
Alois Dolejší (1/0),
Antonín Filip (-/0),
Miloslav Frydrych (-/0),
Jiří Fuchs (-/1),
Jiří Jouza (-/1),
... Kocina (1/0),
Antonín Kračman (-/0),
Josef Kvapil (-/6),
Oldřich Menclík (-/2),
Alois Mourek (-/1),
... Pejša (2/1),
Zdeněk Procházka (21/2),
Josef Pravda (12/8),
Josef Randák (-/0),
Karel Soukup (6/2),
Alois Šmejkal (-/0),
Evžen Valtr (-/3),
Miroslav Vrátil (-/8),
Bohuslav Vyletal (-/1),
Miroslav Zuzánek (-/1) –
trenéři Ladislav Ženíšek a ... Kubišta

### SK Libeň
Václav Cabrnoch (-/0/-),
Otakar David (-/0/-),
Emil Ludvík (-/0/-) –
Otto Bureš (11/0),
Jiří Cihelka (-/0),
László Czinkota (10/0),
Vladimír Čermák (-/0),
Zlatko Červený (-/0),
Miroslav Ferkl (-/0),
Antonín Filip (-/2),
Oldřich Halama (-/0),
Antonín Hamrlík (-/2),
Antonín Krenk (-/0),
Rudolf Lampl (-/5),
József Liszkai (8/2),
Bohumil Marek (-/1),
Miloš Mizera (-/0),
... Moravec (-/5),
Ferenc Nagy (4/0),
Josef Novák (-/4),
Miroslav Novotný (-/0),
Miroslav Nový (-/0),
Bohumil Pospíšil (-/0),
Karel Satran (-/1),
Alois Šmejkal (-/0),
Karel Vokoun (-/3),
Antonín Záhora (-/0),
Jindřich Zima (-/0) –
trenér ...